# Tetraodon
A Tetraodon a csontos halak (Osteichthyes) főosztályának a sugarasúszójú halak (Actinopterygii) osztályába, ezen belül a gömbhalalakúak (Tetraodontiformes) rendjébe és a gömbhalfélék (Tetraodontidae) családjába tartozó nem.

## Rendszerezés
A nembe az alábbi 17 faj tartozik:
- Tetraodon barbatus Roberts, 1998Roberts, 1998[2]
- Tetraodon biocellatus Tirant, 1885
- Tetraodon cutcutia Hamilton, 1822
- Tetraodon duboisi Poll, 1959
- Tetraodon erythrotaenia Bleeker, 1853
- gömbhal (Tetraodon fluviatilis) Hamilton, 1822
- Tetraodon implutus Jenyns, 1842
- Tetraodon kretamensis Inger, 1953
- Tetraodon lineatus Linnaeus, 1758 - típusfaj
- Tetraodon mbu Boulenger, 1899
- Tetraodon miurus Boulenger, 1902
- Tetraodon nigroviridis Marion de Procé, 1822
- Tetraodon palustris Saenjundaeng, Vidthayanon & Grudpun, 2013 [3]
- Tetraodon pustulatus Murray, 1857
- Tetraodon sabahensis Dekkers, 1975
- Tetraodon schoutedeni Pellegrin, 1926
- Tetraodon waandersii Bleeker, 1853

## Források

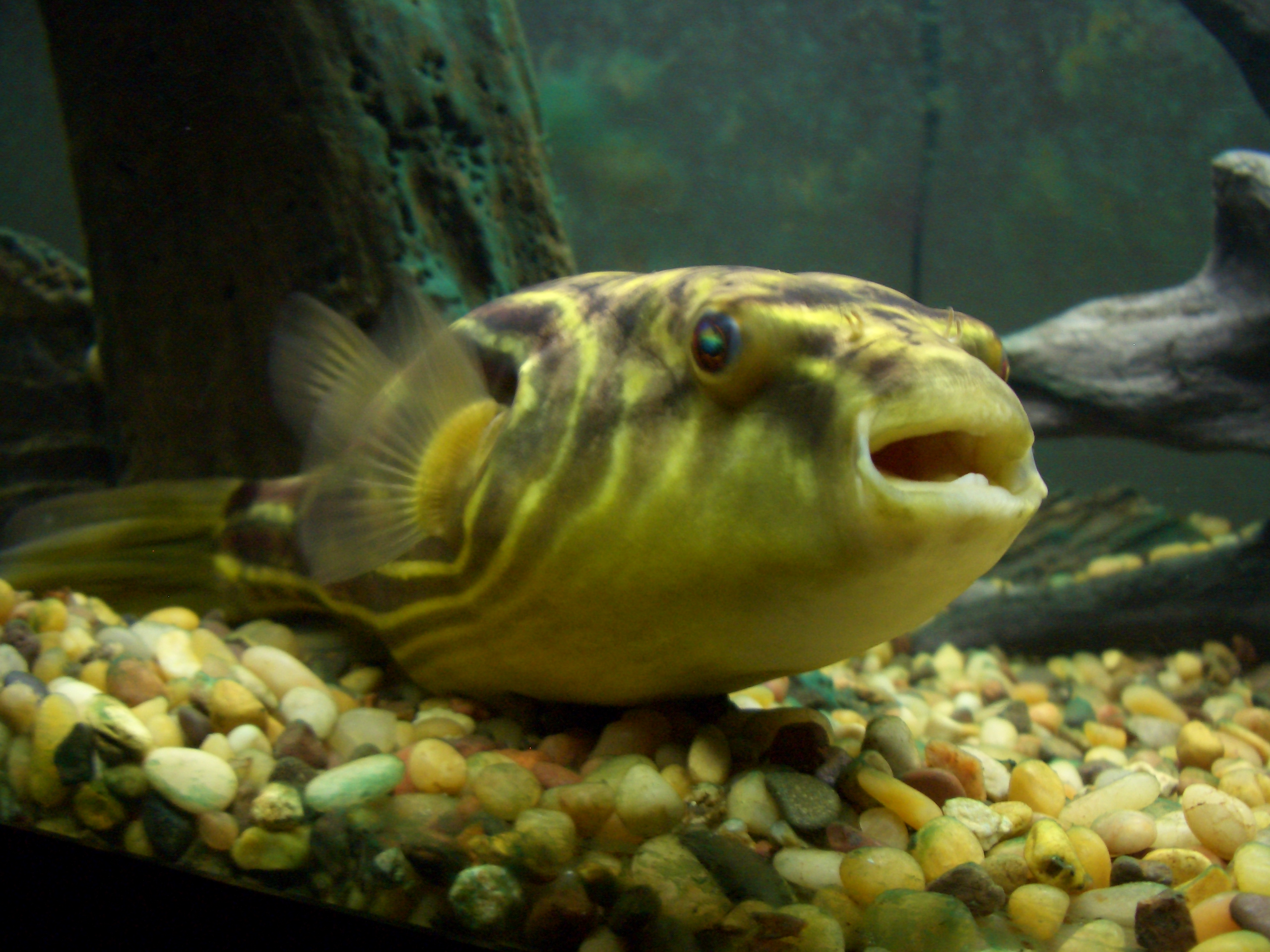
Tetraodon lineatus